# 埃及重腳獸科
重腳獸科（Arsinoitheriidae）是已滅絕的重腳目下的一類哺乳動物。牠們的化石於中東、非洲、亞洲及羅馬尼亞發現。重腳獸科的外表像犀牛，但是牠們卻與犀牛並不怎麼接近，反而與蹄兔目、象及索齒獸目更為接近。

## 化石紀錄
重腳獸科首先於始新世中期出現，土耳其原始的Palaeomasia也是在該時期出現。重腳獸科下最後存在的屬是重腳獸屬，牠們首先於始新世末的法揚出現，並於漸新世早期與其他埃及重腳科一同滅絕。Crivadiatherium是在羅馬尼亞的特蘭西瓦尼亞發現，當地是雷獸出沒最西邊的地方。

## 命名
重腳獸科的學名是為紀念埃及托勒密二世的皇后阿爾西諾伊二世而取的，因為最初的重腳獸化石是在其宮殿的廢墟附近發現。

## 外部連結
- The Paleobiology Database （页面存档备份，存于）
- Mikko's Phylogeny Archive